# Attus uassanus
Attus uassanus är en spindelart som beskrevs av Władysław Taczanowski 1871. Attus uassanus ingår i släktet Attus och familjen hoppspindlar. Inga underarter finns listade.